# Castelo de Praga
O Castelo de Praga (Pražský hrad) está localizado em Praga, capital e maior cidade da República Checa e encontra-se na colina Hradchany, local onde foi fundada a cidade, que domina a capital na margem esquerda (ocidental) de Vltava.
O Castelo de Praga é uma das construções mais importantes da cidade. Foi fundado no século IX e atualmente serve como a residência presidencial, antigamente habitado pelos reis da Boêmia. Em seu interior encontra-se Catedral de S. Vito, Palácio Real do Castelo de Praga, Torre Dalibor, Convento de São Jorge, e a Viela Dourada.
O Castelo de Praga ocupa uma área superior a 72,5 mil m². Por causa disso é considerado, conforme o Guinness World Records Book, o maior castelo do mundo.

## História
Antigamente, era uma fortificação que dominava a região, de onde se permitia controlar todas as embarcações que passavam pelo rio. Foi moradia de vários reis na antiguidade e após, se tornando residência oficial de alguns Presidentes de República a partir de 1918.
Em 850 d.C foi construído na Colina de Hrad, perto do Rio Moldava moradia para a Família Premyslid (Premyslidas).
Foi construída a residência, em seu início, uma simples estrutura de madeira, barro e pedras  rodeada por um fosso e com o tempo, foi ampliada, assim como os habitantes à sua volta. A história da Família Premyslid está totalmente ligada à do castelo. Esta família foi quem fundou a dinastia real que durante séculos iria estar à frente dos eventos relacionados à história do castelo e da própria cidade de Praga. Uma princesa da tribo Cech, no monte Vysehrad. A futura Princesa Libuse, a jovem se casou com o lavrador e lenhador Premysl, e fundou a dinastia dos Premyslidas.
O Castelo de Hradchany e seu recinto, situados ao outro lado do Moldava, foram construídos pelo primeiro governante Premyslida.
Em 900 d.C, o Duque Brivoj, no século IX Václav, seu neto e Duque da Boêmia, levantou uma igreja dedicada a S. Vito dentro do recinto antes de ser assassinado pelo seu próprio irmão no ano 929. Canonizado depois com o nome de São Venceslao, este governante se converteu no padroeiro do país. 

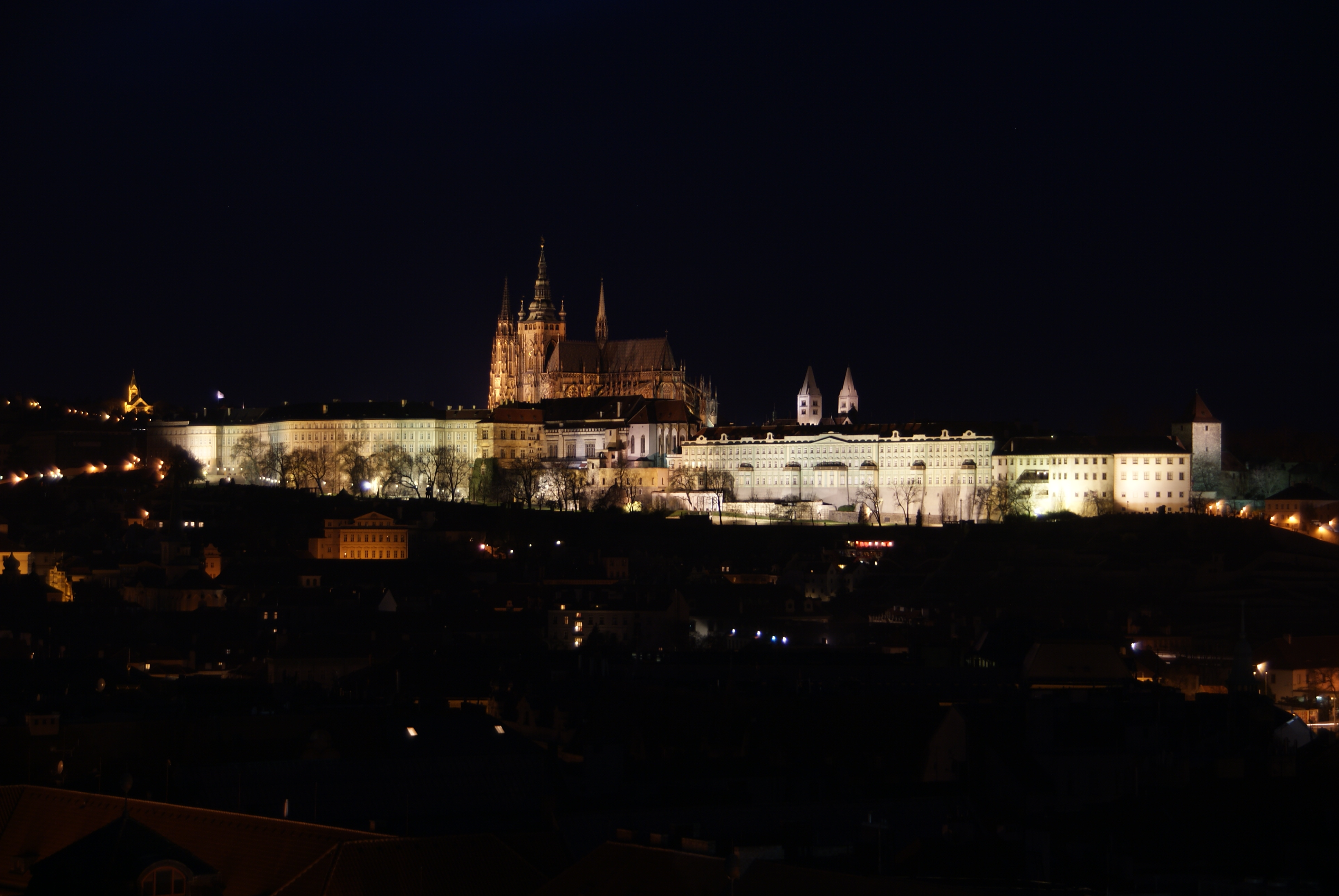
Castelo de Praga à noite

Uma cidade formava-se na base da colina onde encontrava-se o castelo de Praga havia se tornado um centro político. O castelo da influente Família Premyslid era o núcleo da região. Como governantes e religiosos andavam sempre juntos, o bispado de Praga também estava localizado junto aos terrenos do castelo, assim como o primeiro convento da Boemia - nome do território onde, à época, estava situada a República Tcheca.
Em 932 d.C, um dos nomes mais importantes na história do castelo é o do Príncipe Boleslav II. Ao subir ao trono herdou um império poderoso da Europa central, que incluía a Boemia, Moravia, Silésia, Polônia, e Eslováquia. Estes mesmos territórios, logicamente, continuam existindo, mas diversos tiveram seus nomes mudados ao longo dos séculos, devido às inúmeras guerras e tratados políticos. Com o casamento da Princesa da Boemia Doubravka Boleslav e o Príncipe Polaco Mieszko I, a Casa de Premyslidas ficou ainda mais forte, o que levou seu domínio a ter grande poderio, e transformou Praga numa das cidades mais influentes da Europa. Nesta época, o castelo já cobria uma área de seis hectares, totalmente cercada por muralhas e guarnecida por torres em intervalos regulares.
Em 1135 d.C , o Príncipe Sobeslav levou a cabo uma importante reconstrução convertendo-o numa fortaleza românica cujas muralhas e torres de vigilância protegiam a Catedral de São Vito, a Basílica, o Convento de São Jorge, a Residência do bispo e o Palácio Real.
Em 1157 d.C, uma enchente destruiu a ponte de madeira que cruzava o Vltava sendo substituída por uma de pedra, ao que se deu o nome de Judite, em honra à esposa do Duque Vladislav, primeiro rei da Boêmia. Neste tempo o bairro do outro lado do rio, denominado Staré Mestoou cidade Velha, se havia convertido num importante centro comercial internacional que fez de Praga a principal cidade da Boêmia com uma vila muito numerosa com uma destacada comunidade judia que vivia confinada após as muralhas de um gueto, no atual bairro de Josefov.
Uma das partes mais importantes do castelo, construída no século XI, foi Catedral de São Vito, cuja pedra fundamental foi assentada em 1344, pelo Rei Carlos IV, ele também assegurou a coesão da expansão da cidade, uma estrada real ligando o Castelo à Staré Mesto, à Cidade Velha, que há muito emergira da planície ribeirinha, e a Vyšehrad, matriz da nação, homenagem e respeito profundo do imperador por sua mãe, ali sepultada, a colina tornada ponto obrigatório de passagem para os viandantes chegados de sul, a generosidade de dimensões da ponte gótica de Peter Parler, o construtor, re-unindo as duas margens do Vltava depois que as águas turbulentas da corrente destruíram e arrastaram a velha ponte românica do século XII.
O filho de Carlos IV, Venceslau IV, deu continuidade à obra do pai, e aumentou e fortificou ainda mais o castelo. Nesta época o castelo já podia ser considerado quase como uma cidade dentro de Praga, composta pelos setores dos aposentos reais, áreas religiosas e conjuntos militares. Além disso, dentro de suas muralhas trabalhavam diversos artesãos e comerciantes.
Em 1230, o conjunto da cidade estava rodeado de fortificações, iniciadas ao redor de 1230, que se estendiam ao longo do que hoje em dia são as ruas de Národní, Na prikov (do Fosso) e Revolucní
Em 1257, nasce um terceiro bairro na cidade baixo as ordenes do rei Otacar II da Boêmia, a "cidade nova", construída aos pés do Castelo de Praga e que hoje em dia se denomina Malá Stranaou Parte Pequena. Esta parte cresceu ao redor da Malostranské námestí, praça formada sobre as últimas terraplanes do castelo, e nela se instalaram vários mercados, lojas e casas de marinheiros, cervejeiros, advogados, médicos e burgueses ricos. Foi construída também uma prefeitura perto da primeira Igreja de São Nicolás (1283), e o Mosteiro Agostinho de Santo Tomás, na rua Letenská. No século XIV se levantaram nesta zona o convento e a Igreja Carmelitas de Santa Maria Madalena, na atual Karmelitská.
Em 1483 DC, durante a dinastia dos Jagellons, outras obras são feitas, como a construção das famosas Torre de Pólvora, Torre Branca e Torre Daliborka. Mesmo assim, elas não evitam a chegada de anos negros. A segunda metade do século XV vê a chegada das chamadas Guerras Hussitas, que trazem desgraças e destruição. O castelo sofre diversos danos durante os combates. Como conseqüência, permanece desocupado durante décadas, e grande parte de suas edificações e muralhas são destruídas.
Apenas com o reinado de Vladislav Jagellonský, o castelo de Praga volta a conhecer dias melhores. O soberano promove grandes reformas e acréscimos à construção original. É deste período a construção do famoso Salão Vladislav, aposento medindo 62 x 16 metros, e que passa a ser a peça mais importante do castelo. Também é construída, sob o comando do arquiteto Benedikt Ried, uma magnífica cúpula sob o salão, que viria a ser a primeira do território da Boemia dotada de elementos arquitetônicos renascentistas. No castelo de Praga eram coroados todos os reis do país, sendo que a cerimônia ocorria na Catedral de S. Vito. De acordo com uma publicação de 1723, para a coroação de Carlos VI foi preparado um banquete com 564 faisões, 708 perdizes, 800 frangos, 560 pombos, 46 carneiros, 40 ovelhas, 50 gansos, 120 perus, 130 patos, 70 galinhas e 108 lebres.
Anos mais tarde, já sob o domínio dos Habsburg da Áustria, o castelo entra em novo período. A Imperatriz Maria Theresa contrata o arquiteto vienense Nicolò Pacassi, para, a partir de 1753, reconstruir tudo. É adotado um estilo renascentista, seguindo a nova moda de Viena. Em compensação, como Praga agora está dominada pelo império austríaco dos Habsburg, o castelo é esvaziado de seus tesouros e obras de arte que são enviados para Viena. Apenas em 1918, com o fim do império dos Habsburg e fundação da nação Tcheco Eslovaca, o castelo de Praga volta a sediar a sede do governo. São reiniciadas as obras de restauração, com especial atenção à Catedral de S. Vito, o prédio mais importante de todo o conjunto.

## Lugar histórico
Hoje em dia, a visão do castelo de Praga é um pouco diferente do aspecto que tradicionalmente encontramos em outros castelos. Todo o conjunto é dominado pelas imensas torres da Catedral de S. Vito. Estas torres elevam-se também sobre todos outros prédios da cidade.
O castelo de Praga, na verdade uma pequena cidade, tem vários pontos abertos à visitação. O núcleo inicial do castelo é uma visita muito interessante, pois na verdade é formado por três castelos independentes, sobrepostos. Cada camada foi construída numa época diferente. Infelizmente não resta muito das camadas mais antigas, mas ainda assim, o que pode ser visto ilustra bem a história e o estilo de sua época.
A Catedral de S. Vito e Catedral de Venceslau é o ponto dominante do conjunto, e consiste na própria representação do estado Tcheco. Sua construção levou quase 600 anos. Nela, até 1836, eram coroados os reis do país. Também na catedral, reis, príncipes, imperadores e (futuros) santos eram cremados. Seus restos mortais até hoje estão aqui. Também na catedral estão guardadas as jóias da coroa. Visite ainda sua capela, que tem as paredes cobertas por 1300 pedras preciosas.
Saindo da catedral e caminhando na direção oposta ao portão de entrada, chega-se à Zlata Ulicka, outro ponto do castelo que merece ser visitado. Nesta rua estavam localizadas as casas dos artesãos e militares que guardavam o castelo. Foi construída no século XVI, e até hoje sua aparência é exatamente a mesma daquela época. No conjunto de prédios que formam o castelo está situado também o gabinete do presidente da república Tcheca, em local não aberto à visitação pública. Outros pontos interessantes do castelo são a Basílica de São Jorge, o monastério de São Jorge, Galeria do castelo, Torre Daliborka, Torre de Pólvora, Palácio Lobkovic e os jardins do palácio.
A melhor forma de chegar ao castelo é pegando um dos bondes que ligam o centro até os bairros do subúrbio, e passam no sopé da montanha onde está situado o castelo. A partir deste ponto, uma curta e íngreme caminhada leva os turistas até o portão de entrada.

## Fosso de veado
Envolve as muralhas do norte do castelo. Foi fundada durante o tempo do Imperador Rudolf II.
No fundo do fosso há um prado e ao lado dele uma antiga casa de urso com um ária de urso, uma caverna artificial com dois portais pseudo-góticos fechados e uma pequena fonte de pedra. Na década de 1920, a ária do urso foi deixada pela do Urso. Nas décadas de 1920 e 1930, Tomáš Masaryk estabeleceu-se para ursos (ursinhos de peluche Míša e Ríša), que recebeu por presente de legionários da Rússia,  cessado na década de 1950. Há anos. Em frente à casa ergue-se uma estátua de arenito de „Ponocny“ (homem da noite), obra de Franta Úprka, um presente dos alunos da Escola de Pedra da Montanha (em Hořice) até ao 75º YR. no seu aniversário para um amado presidente do Partido Checo-Slovaka da República Checa (Presidente da República da Tchecoslováquia) a T.G. Masaryk, como indicado no pedestal. Originalmente, estava no meio de um prado, onde havia uma fundação de arenito e um grande círculo no relvado.